# Виктор Чичов
Виктор Лазаров Чичов (3 март 1934 г. – 17 декември 2018 г.) е български кинооператор.

## Биография
Роден е в град София на 3 март 1934 година.
През 1959 г. завършва ВМЕИ със специалност машинно инженерство. От 1966 година става асистент оператор и оператор в Студия за игрални филми Бояна. Първият му филм е Случаят Пенлеве. През 1969 и 1971 година печели първа награда за най-добър оператор на Фестивала на българския филм във Варна, награда „Кирил и Методий“, заслужил артист (1983), награда „София“ за филмът „Петимата от Моби Дик“ и други.
Виктор Чичов умира на 84 години на 17 декември 2018 г.

## Филмография
Като актьор
- Shark Attack 3: Megalodon (2002) – турист
- Дунав мост (7-сер. тв, 1999) – оператор
- Искам Америка (1991) – операторът (не е посочен в надписите на филма)
- Романтична история (1984) – (като В. Чичов)
- Търси се спомен (1963) – Мъжът, който търси спомена

Като оператор
- Най-важните неща (2001)
- Жребият (1993)
- Искам Америка (1991)
- Бронзовата лисица (1991)
- Племенникът чужденец (1990)
- Степни хора (1986)
- Те надделяха (1986)
- Женски сърца (тв, 1985)
- Пътят на музикантите (1985)
- Бяла магия (1982)
- Бал на самотните (1981)
- Оркестър без име (1981)
- Аз не живея един живот (1981) документален филм
- Адиос, мучачос (1978)
- Бумеранг (1978)
- Покрив (1978)
- Бой последен (1977)
- Задача с много неизвестни (1977)
- Виза за океана (1975)
- Следователят и гората (1975)
- Спомен (1974)
- Последна проверка (1973)
- Странен двубой (1971)
- Петимата от „Моби Дик“ (1970)
- Птици и хрътки (1969)
- Случаят Пенлеве (1968)